# Jickovice
Jickovice jsou obec v okrese Písek v Jihočeském kraji. Leží asi osmnáct kilometrů severně od Písku a jedenáct kilometrů západně od města Milevsko. V obci, ke které patří i vesnice Varta, v nich žije 135 obyvatel.

## Historie
První písemná zmínka pochází z roku 1220. Sídlil zde Přibyslav z Ickovic. V 15. století se ves, která dříve byla majetkem kláštera břevnovského v Praze, stala z rozhodnutí krále Zikmunda majetkem pana Zmrzlíka z Orlíku. Ti jej vlastnili do roku 1517. Opět se do roku 1534 staly majetkem kláštera břevnovského. V tomto roce byly Jickovice odkoupeny od opata Švamberky. V držení rodu Švamberků byla ves až do Bílé hory, kdy byla zkonfiskována. Ves utrpěla během obléhání hradu Zvíkova nesmírné ztráty. Zvíkov hájila posádka se 150 muži. Hrad byl obléhán Marradasovými vojsky v počtu 2 500 mužů, kteří se utábořili v Jickovicích a nedaleké Vartě. Po vyjednávání a obléhání se nakonec obránci hradu vzdali 21. listopadu 1621. Ves byla vydrancována a vypálena tak, že všech sedm původních obyvatel odešlo. Roku 1622 koupil Zvíkov a s ním i Jickovice Adam ze Šternberka od císaře a rok poté je prodal Eggenberkům. Tento rod je vlastnil do roku 1719, kdy přešly dědictvím do držení Schwarzenbergů.
Sbor dobrovolných hasičů byl v obci založený roku 1905.
Dne 6. prosince 1931 vypukl v Jickovicích požár. Požárníci z Velké se zúčastnili hašení požáru, které stěžoval silný mráz.

## Přírodní poměry
Severně od obce přibližně 1,5 kilometru daleko se nachází přírodní památka Bachmáč. Uprostřed obce se nachází Obecní rybník, kterým protéká Jickovický potok. 

### Jickovické skály
Tři kilometry severozápadně se na pravém břehu Vltavy (respektive Orlické přehrady), vzdušnou čarou jeden až dva kilometry severně od hradu Zvíkova, nacházejí Jickovické skály. Výška žulových skalisek nad hladinou Orlické přehrady je až padesát metrů. Skály, tvořené porfyrickou žulou, byly využívány horolezci již ve dvacátých letech 20. století. Horolezecké aktivity zde ustaly po zatopení vltavského údolí v druhé polovině padesátých let. Lezecká činnost v Jickovických skalách byla postupně obnovena po roce 1997. Podle databáze Českého horolezeckého svazu je zde evidováno téměř 200 lezeckých cest (stav k roku 2022) od stupně 2 až po obtížnost 9 na stupnici UIAA.

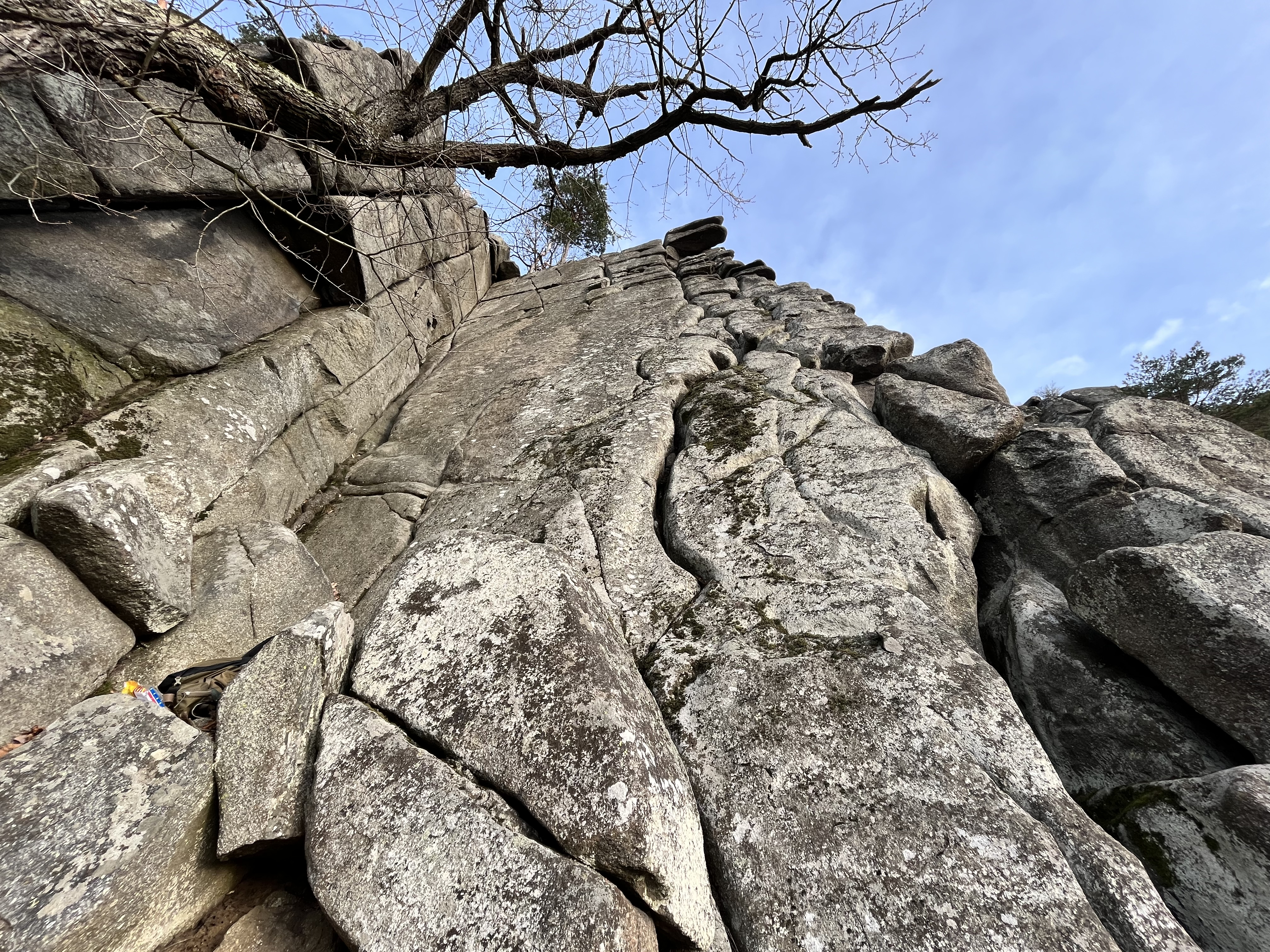
Lezecké cesty v Jickovických skalách (sektor Hlavní oblast - patro)

## Obyvatelstvo
| Rok            | 1869 | 1880 | 1890 | 1900 | 1910 | 1921 | 1930 | 1950 | 1961 | 1970 | 1980 | 1991 | 2001 | 2011 | 2021 |
| -------------- | ---- | ---- | ---- | ---- | ---- | ---- | ---- | ---- | ---- | ---- | ---- | ---- | ---- | ---- | ---- |
| Počet obyvatel | 564  | 520  | 512  | 519  | 527  | 502  | 422  | 300  | 281  | 227  | 173  | 135  | 98   | 98   | 107  |
| Počet domů     | 62   | 64   | 69   | 75   | 77   | 84   | 85   | 91   | 70   | 65   | 53   | 63   | 87   | 89   | 96   |

## Obecní správa
Mezi lety 1850–1964 byly Jickovice obcí v okrese Milevsko (1850–1950) a později v okrese Písek. Od 14. června 1964 do 23. listopadu 1990 patřily jako část obce ke Kučeři a od 24. listopadu 1990 jsou opět samostatnou obcí.

### Části obce
Obec Jickovice se skládá ze dvou částí, které leží v katastrálním území Jickovice.
- Jickovice
- Varta

### Obecní symboly
Znak a vlajka byly obci uděleny rozhodnutím předsedy Poslanecké sněmovny Parlamentu České republiky dne 4. dubna 2019. Modrá vidlice vyjadřuje zdejší soutok Otavy s Vltavou, jetelový kříž četnou drobnou církevní architekturu, lipový a habrový list místní památné stromy (v Jickovicích a Vartě), hvězda je atributem Panny Marie, patronky návesní kaple a celé obce.

## Pamětihodnosti
- Kaple Nanebevzetí Panny Marie se nachází na návsi a pochází z roku 1884. Vysvěcena byla v roce 1890.[11]
- Před kaplí se nachází drobný kříž na kamenném podstavci. Na jeho obdélníkovém štítku je uvedený nápis "Pochválen buď Ježíš Kristus".
- U příjezdové komunikace do obce se na mírném návrší po levé straně nachází vysoký kamenný kříž s jetelovitým ukončením ramen.
- U stejné komunikace se po pravé straně, těsně před obcí, mezi stromy nalézá drobný kříž na kamenném podstavci
- Kaple Panny Marie se nachází za obcí směr Strážka. Je z 18. století.[11] Vedle této kaple, která je přímo u silnice na nedalekou Vartu rostou dva památné stromy.
- U stejné komunikace směrem na Vartu se okraji obce nachází zdobný kříž na kamenném podstavci.
- Zděná boží muka se nachází severně za obcí u polní cesty.[11]
- Výklenek pro sochu světce se nachází v ohradní zdi u domu čp. 17 a ve dvoře u sýpky venkovské usedlosti čp. 27 [11]
- V ohradní zdi u usedlosti čp. 46 na okraji obce se nachází kaple se sochou Panny Marie. Nad nikou je uvedena datace 1831.
- Dům čp. 60 je chráněný jako kulturní památka.

## Pověst
Pověst, kterou zaznamenal Ondřej Fibich v Pověstech Písecka, Strakonicka a Pošumaví, se vztahuje ke kapli Panny Marie z 18. století. V nedaleké Vartě žil mladík, který se zamiloval do zdejší dívky. Ale na tu si myslel také bohatý písař z Orlíka a díky známostem a financím se postaral, aby byl mladík odvedený na vojnu. K tomu došlo, před jejich svatbou. Dívka slíbila svému milému věrnost. Každý den docházela na vysoký kámen za vsí a vyhlížela do dáli, jestli se její milý už nevrací. Ale dny plynuly, jí se mezitím narodil syn. Syn rostl a s ním rostly i stromy a stínily jí ve výhledu. Tak si pokaždé donesla kámen, aby lépe viděla. Kameny se hromadily, ona stále čekala a nikdo se nevracel. Čekala až do své smrti. Po její smrti se lidé rozhodli, že z kamenů postaví kapličku, která dodnes čeká, zda se někdo mrtvý nevrátí.

## Rodáci
- František S. Paukner (1877–1937), berní ředitel, redaktor, vydavatel, autor povídek, divadelních her a odborných pojednání[4]

## Galerie

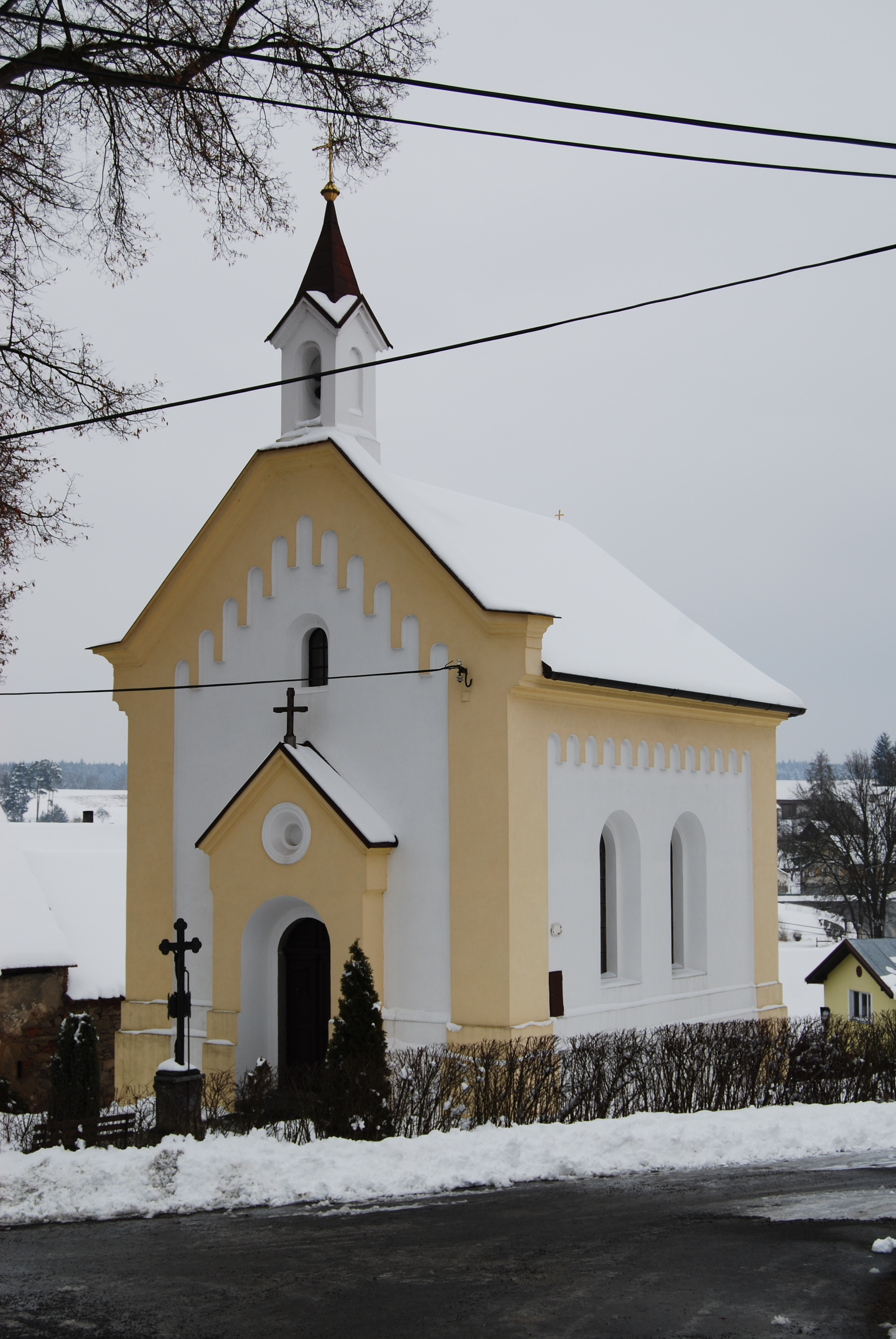
Kaple Nanebevzetí Panny Marie
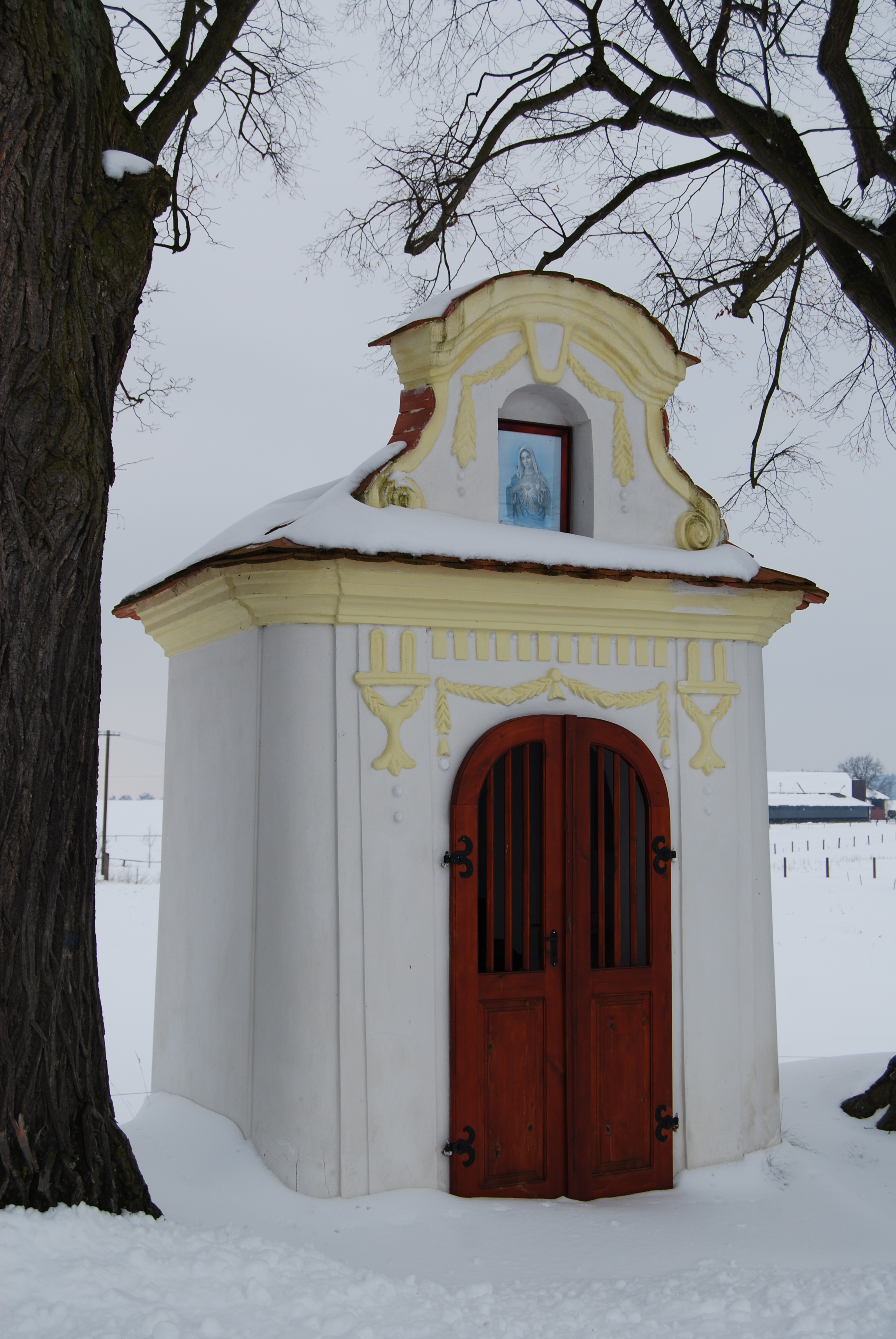
Kaple Panny Marie a památné stromy
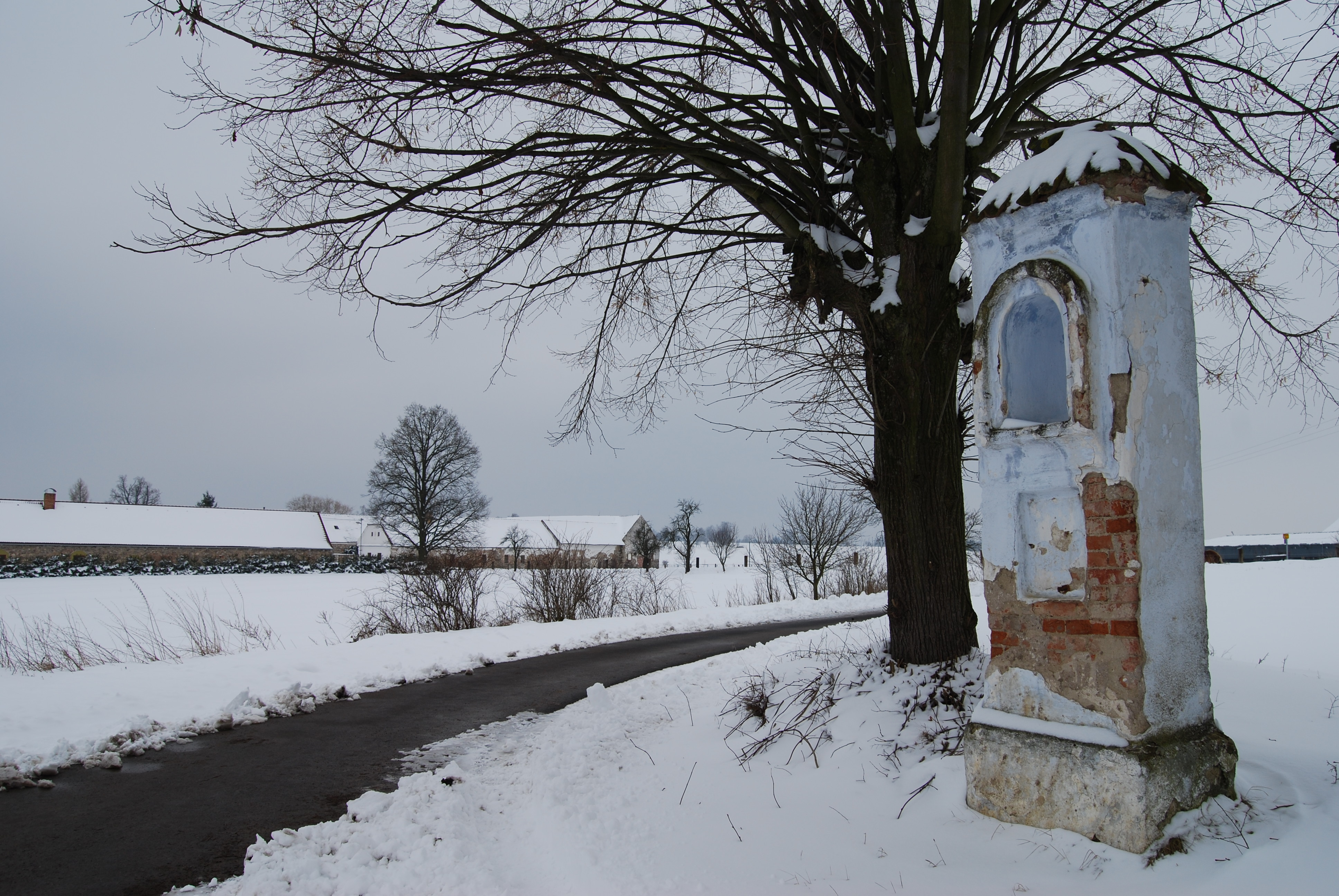
Boží muka poblíž obce
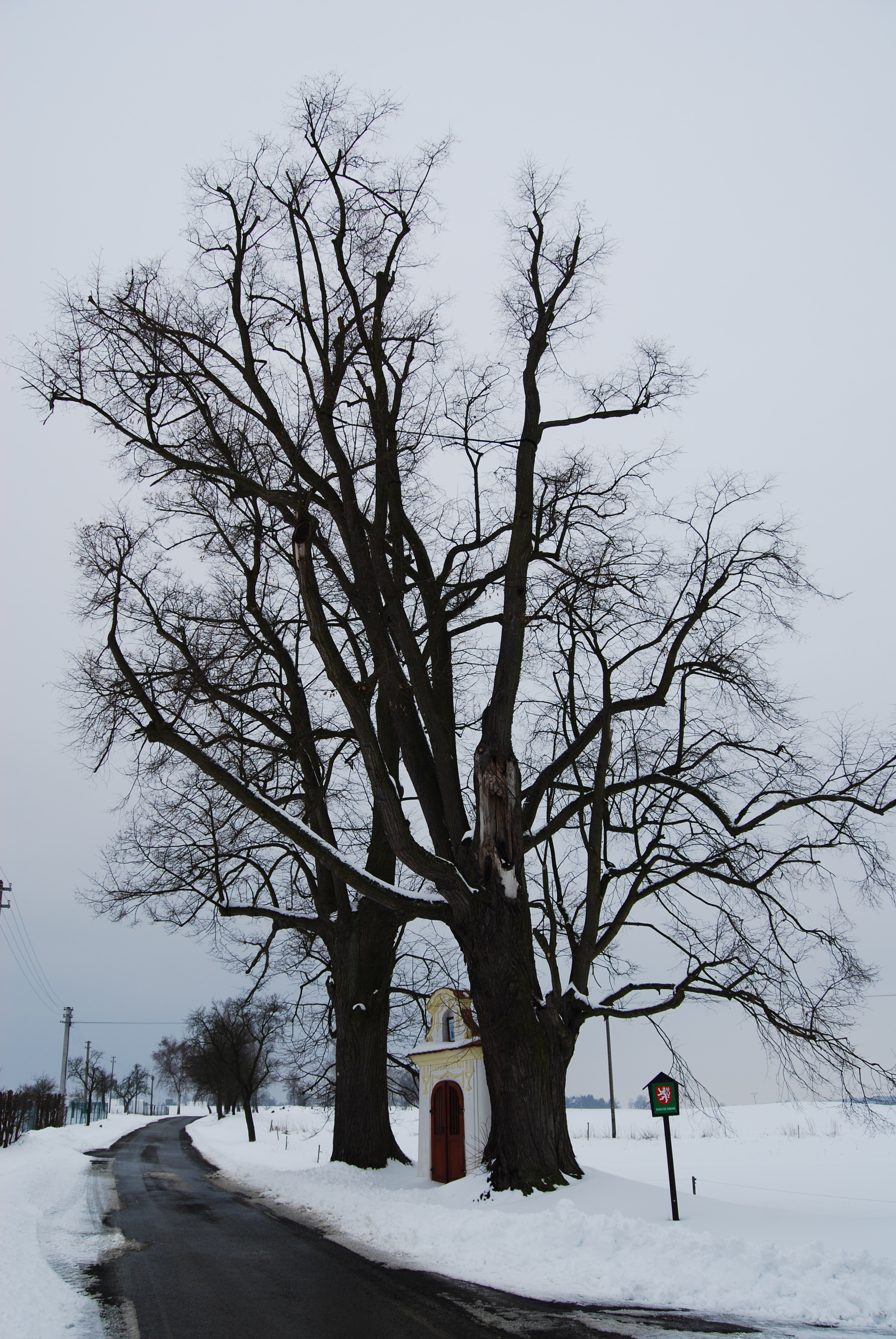
Pohled na kapli a památné stromy